# Guerschon Yabusele
Guerschon Yabusele (nascido em 17 de dezembro de 1995) é um jogador francês de basquete profissional que atualmente joga pelo New York Knicks da National Basketball Association (NBA).
Yabusele representa a seleção francesa em competições internacionais, com a qual conquistou medalhas de prata nas Olimpíadas de 2020 e 2024.
Yabusele foi considerado um dos melhores prospectos internacionais no draft da NBA de 2016. Ele foi selecionado pelo Boston Celtics como a 16ª escolha geral e jogou por lá de 2017 a 2019, dividindo seu tempo com o seu afiliado na G-League, o Maine Red Claws. Enquanto estava em Boston, Yabusele se tornou um favorito dos fãs, apesar de jogar poucos minutos, e recebeu o apelido de "The Dancing Bear". Yabusele também jogou na China e na LNB Pro B da França. Ele assinou com o Real Madrid em 2021 e conquistou o título da EuroLeague em 2023. Em 2025, após o fim da temporada, Yabusele se tornou agente livre, e assinou um contrato de US$ 12 milhões em 2 anos com o New York Knicks.

## Primeiros anos
Yabusele nasceu e foi criado em Dreux, França, em uma família que emigrou da República Democrática do Congo. Na juventude, Yabusele treinou como boxeador. Ele começou a jogar basquete nas divisões de base do Chorale Roanne Basket em 2012, competindo com a equipe Sub-21.

## Carreira profissional

### Chorale Roanne (2013–2015)
Yabusele se juntou ao Chorale Roanne na LNB Pro B em 2013 e terminou a temporada com média de 1,5 pontos em 8 partidas. Na temporada seguinte, ele teve médias de 6 pontos, 4 rebotes e 1,7 assistências.

### Rouen Métropole (2015–2016)
Yabusele assinou com o Rouen Métropole Basket da LNB Pro A, a principal liga da França, no verão de 2015. Ele tomou essa decisão para ajudar a melhorar sua posição no draft da NBA. Yabusele acabou sendo um dos 13 jogadores internacionais e um dos quatro franceses a oficialmente entrar no draft da NBA de 2016. Ele foi projetado para ser escolhido no final da primeira rodada ou no início da segunda, mas surpreendeu muitos ao ser selecionado pelo Boston Celtics como a 16ª escolha geral. Yabusele se juntou aos Celtics para a Summer League de 2016.

### Shanghai Sharks (2016–2017)
Em 21 de julho de 2016, Yabusele assinou com o Shanghai Sharks da Liga Chinesa de Basquete (CBA).
Em 43 jogos pelos Sharks, ele teve médias de 20,9 pontos e 9,4 rebotes. Yabusele foi nomeado para o All-Star da CBA devido à sua performance com os Sharks.

### Boston Celtics / Maine Red Claws (2017–2019)
Em 20 de julho de 2017, Yabusele assinou um contrato de 4 anos e US$12.8 milhões com o Boston Celtics.
Ele fez sua estreia pela equipe em 20 de outubro, terminando a partida com 3 pontos e 1 rebote em apenas 3 minutos de jogo na vitória por 102–92 contra o Philadelphia 76ers. Durante sua temporada de calouro, ele recebeu várias designações para o Maine Red Claws da G-League. Os melhores desempenhos de Yabusele ocorreram na temporada de 2017–18. Seu recorde de rebotes (6) veio em uma vitória de 111–104 contra o Chicago Bulls, seu recorde de assistências (5) veio em uma derrota por 125–124 para o Washington Wizards e seu recorde de pontos (16) veio em uma vitória de 110–97 contra o Brooklyn Nets. 
Em 10 de julho de 2019, Yabusele foi dispensado pelos Celtics.

### Nanjing Monkey Kings (2019–2020)
Em 17 de agosto de 2019, Yabusele assinou com o Nanjing Monkey Kings, retornando à Liga Chinesa de Basquete (CBA) para a temporada de 2019–20.

### ASVEL (2020–2021)
Em 25 de fevereiro de 2020, Yabusele assinou com o ASVEL da LNB Pro A. Ele renovou seu contrato com a equipe em 1 de junho de 2020.

### Real Madrid (2021–2024)
Em 12 de julho de 2021, Yabusele assinou um contrato de um ano com o Real Madrid da Liga ACB e da EuroLeague. Em 9 de janeiro de 2022, ele assinou uma extensão de contrato de três anos com o Real Madrid, mantendo-o até o final da temporada de 2024–25. Em 29 de agosto de 2024, ele deixou o Real Madrid.

### Philadelphia 76ers (2024–Presente)
Em 29 de agosto de 2024, Yabusele assinou um contrato de 1 ano e US$2 milhões com o Philadelphia 76ers.

## Carreira na seleção
Ele jogou com a seleção francesa nas Olimpíadas de 2020, onde conquistou uma medalha de prata, além de ter participado do EuroBasket de 2022, onde novamente conquistou a prata. Ele também esteve presente na Copa do Mundo de 2023.
Yabusele desempenhou um papel fundamental na campanha da França nas Olimpíadas de 2024. Apesar de ter um papel secundário na fase preliminar, ele liderou a equipe na vitória nas quartas de final contra o Canadá com 22 pontos e 5 rebotes. Em seguida, registrou 17 pontos e 7 rebotes, para levar a França à vitória nas semifinais contra a Alemanha, garantindo a classificação para a segunda final olímpica consecutiva. Na final contra os Estados Unidos, Yabusele anotou 20 pontos, incluindo uma enterrada espetacular em LeBron James, mas, ao final, a equipe francesa perdeu e ficou com a medalha de prata. Após o torneio, ele foi nomeado para a Segunda Equipe do Torneio.

## Estatísticas da carreira

### NBA

#### Temporada regular
| Ano      | Equipe   | PJ | PT | MPJ | AP   | 3P   | LL   | RT  | AS | BR | TO | PPJ |
| -------- | -------- | -- | -- | --- | ---- | ---- | ---- | --- | -- | -- | -- | --- |
| 2017–18  | Boston   | 33 | 4  | 7.1 | .426 | .324 | .682 | 1.6 | .5 | .1 | .2 | 2.4 |
| 2018–19  | Boston   | 41 | 1  | 6.1 | .455 | .321 | .682 | 1.3 | .4 | .2 | .2 | 2.3 |
| Carreira | Carreira | 74 | 5  | 7.1 | .442 | .323 | .682 | 1.4 | .4 | .2 | .2 | 2.3 |

#### Playoffs
| Ano      | Equipe   | PJ | PT | MPJ | AP   | 3P   | LL   | RT | AS | BR | TO | PPJ |
| -------- | -------- | -- | -- | --- | ---- | ---- | ---- | -- | -- | -- | -- | --- |
| 2018     | Boston   | 12 | 0  | 4.0 | .111 | .000 | .400 | .9 | .3 | .2 | .0 | .3  |
| Carreira | Carreira | 12 | 0  | 4.0 | .111 | .000 | .400 | .9 | .3 | .2 | .0 | .3  |

### EuroLeague
| Ano      | Equipe      | PJ  | PT | MPJ  | AP   | 3P   | LL   | RT  | AS  | BR  | TO  | PPJ  |
| -------- | ----------- | --- | -- | ---- | ---- | ---- | ---- | --- | --- | --- | --- | ---- |
| 2019–20  | ASVEL       | 2   | 1  | 23.0 | .429 | .400 | —    | 3.5 | —   | 2.5 | 1.0 | 8.0  |
| 2020–21  | ASVEL       | 30  | 26 | 25.1 | .465 | .384 | .714 | 4.2 | 1.2 | .8  | .6  | 11.0 |
| 2021–22  | Real Madrid | 36  | 34 | 27.6 | .502 | .402 | .789 | 4.8 | 1.7 | 1.0 | .3  | 11.9 |
| 2022–23† | Real Madrid | 29  | 16 | 23.8 | .510 | .421 | .710 | 4.0 | 1.3 | .8  | .3  | 9.7  |
| 2023–24  | Real Madrid | 27  | 13 | 23.6 | .565 | .461 | .868 | 4.9 | 1.0 | .8  | .2  | 10.5 |
| Carreira | Carreira    | 124 | 90 | 25.2 | .504 | .411 | .770 | 4.4 | 1.3 | .9  | .3  | 10.8 |

Fonte: